# Isla Presidencial
Isla Presidencial (Ilha Presidencial em português) é um desenho animado venezuelano que tem como personagens os presidentes da América Latina, incluindo o Presidente Luiz Inácio Lula da Silva, o Rei da Espanha, Juan Carlos I, e o presidente americano Barack Obama.

## Reações
Hugo Chávez mencionou um episódio da série para Evo Morales em 2011, baseado numa citação ao desenho vinculada  pela ABC News: "Você tem que ver esse show, Evo!" Chávez esbravejou para sua equipe, rindo de como Morales ficou roncando enquanto "Hugito" cantava até o nascer do sol. "Eles soam como nós!".